# 6621 Timchuk
6621 Timchuk (1975 VN5) là một tiểu hành tinh vành đai chính được phát hiện ngày 2 tháng 11 năm 1975 bởi T. M. Smirnova ở Đài vật lý thiên văn Crimean.